# 周公旦

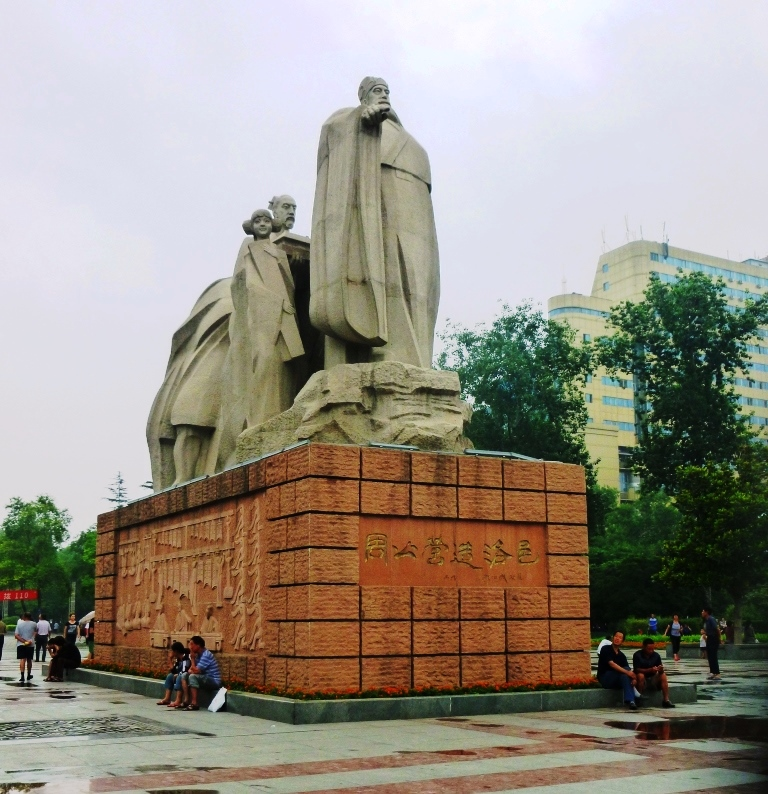
周公営造洛邑（洛陽市）

周公旦（しゅうこう たん）は、中国周王朝の政治家で且つ、周邑の君主。姓は姫、諱は旦。周文公としても知られる。魯の初代の公である伯禽の父。呂尚（太公望）や召公奭と並ぶ、周建国の功臣の一人である。

## 生涯
「周公」は称号と思われる。周の西伯昌（文王）の四男で、母は太姒。
次兄にあたる初代武王存命中は兄の補佐をして殷打倒に当たったとだけとしかわからない。
周が成立すると曲阜に封じられて魯公となるが、天下が安定していないので魯に向かうことはなく、嫡子の伯禽に赴かせてその支配を委ね、自らは中央で政治にあたっていた。
建国間もない時期に武王は病に倒れ、余命いくばくもないという状態に陥った。これを嘆いた旦は自らを生贄とすることで武王の病を治してほしいと願った。武王の病は一時回復したが、再び悪化して武王は崩御した。
武王の死により、武王の少子（年少の子）の成王が位に就いた。成王は未だ幼少であったため、旦は摂政となり、三公の太傅となって建国直後の周を安定させた。
その中で三監の乱が起きた。殷の帝辛の子の武庚（禄父）は旦の三兄の管叔鮮と五弟の蔡叔度、さらに八弟の霍叔処ら三監に監視されていた。だが、霍叔処を除く二人は旦が成王の摂政に就いたのは簒奪の目論見があるのではと思い、武庚を担ぎ上げて乱を起こしたのである。反乱を鎮圧した旦は武庚と同母兄の管叔鮮を誅殺し、同母弟の蔡叔度は流罪、霍叔処は庶人に落とし、蔡叔度の子の蔡仲に蔡の家督を継がせた。
さらに、引き続き唐が反乱を起こしたので、再び旦自らが軍勢を率いて、これを滅ぼした。
その後、7年が経ち成王も成人したので旦は成王に政権を返して臣下の地位に戻った。その後、洛邑（洛陽、成周と呼ばれる）を営築し、ここが周の副都となった。
また旦は、礼学の基礎を形作った人物とされ、周代の儀式・儀礼について書かれた『周礼』、『儀礼』を著したとされる。旦の時代から遅れること約500年の春秋時代に儒学を開いた孔子は魯の出身であり、文武両道の旦を理想の聖人と崇め、常に旦のことを夢に見続けるほどに敬慕し、ある時に夢に旦のことを見なかった（「吾不復夢見周公」）ので「年を取った」と嘆いたという。
「周公」の称号については旦は周の故地である岐山に封じられて周の公（君主）となったのでこう呼ばれるのではないかとの説もある。また、武王が崩御した後に旦は本当は即位して王になっており、その後成王に王位を返したのではないかとの説もある。
周公の墓はどこにあるのかは未だ謎であるが、2004年に陝西省宝鶏市岐山県の周公廟付近で、それらしい墓が発見されている。

## 評価
『尚書大伝』は、「一年で乱を収め、二年で殷を滅ぼし、三年奄を践み、四年で封建し、五年で成周を営み、六年で礼を制し、七年で政権を返還した」と旦を評する。
前漢末の思想家賈誼は旦を「文王、武王のあらゆる功績を一身にまとい、黄帝より後、孔子より前の人物では右に出るものが無い」と評した。
周公旦は賢人が訪れると、何度でも、食事中なら口の中の食べ物を吐き出し、洗髪の折は髪を握ったまま出迎えたとされる。
握髪吐哺
（あくはつとほ）
吐哺握髪ともいう。為政者の、賢者を求め、得る気持ちの強く熱心なたとえ。周公は賢者の訪問を受けたときは、洗髪中でもたびたび洗いかけの髪を手に握ったまま、また食事中でもいったん口にふくんだ食べ物でもそれを吐き出して、待たせることなくすぐに出て面接したという故事。『史記』魯周公世家による。

## 周公を題材とした作品
『周公解夢』周公が夢の解釈にまつわる伝承をまとめて編ませたと伝わる夢占いの古書。ただし、今日ではこの書は後代のものであり、名君と謳われた周公に仮託するかたちでその名を書名に冠したものであるという見方が定説となっている。
『短歌行』詩人としても知られた『三国志』の曹操作の漢詩。人材を得ることに専心して天下の民を心服させた周公の姿勢を高く評価して、自らの手本としている。
『周公旦』酒見賢一著の歴史小説、第19回新田次郎文学賞受賞作（文藝春秋1999年、文春文庫2003年）。

## その他
周公祠
山東省曲阜の孔廟の東北には、周公旦を祀る周公廟（曲阜周公廟）が現存している。
周公を訪ねる
広東語では孔子が夢で旦に教えを請うた故事から、「周公を訪ねる」という意味の「揾周公」（wán jāu gūng）という語句が「寝る」という意味で使われている。